# Fannia binotata
Fannia binotata är en tvåvingeart som beskrevs av Chillcott 1961. Fannia binotata ingår i släktet Fannia och familjen takdansflugor. Inga underarter finns listade i Catalogue of Life.